# Championnat du monde de snooker seniors 2019
Ne doit pas être confondu avec le Championnat du monde de snooker 2019
Le championnat du monde seniors 2019 (2019 World Seniors Championship en anglais) est un tournoi de snooker sur invitation réservé aux joueurs professionnels de plus de 40 ans. Il est organisé par la World Professional Billiards and Snooker Association et se déroule du 15 au 18 août 2019 au Crucible Theatre de Sheffield en Angleterre.

## Faits marquants
Le tenant du titre de l'épreuve, Aaron Canavan, est battu en quarts de finale par Leo Fernandez.
Jimmy White, opposé à  Darren Morgan, remporte la finale du tournoi sur le score de 5 manches à 3,,. Il s'agit d'une victoire très symbolique pour White, celui-ci ayant échoué en finale au Crucible Theatre de Sheffield à six reprises.
James Wattana détient le meilleur break du tournoi avec un century de 113 points.

## Dotation
La répartition des prix pour cette année est la suivante :
- Vainqueur : 25 000 £
- Finaliste : 10 000 £
- Demi-finalistes : 7 500 £
- Quart de finalistes : 3 000 £
- Meilleur break : 1 500 £
- Dotation totale : 63 500 £

## Participants

### Joueurs invités
- Aaron Canavan (champion en titre)
- Jimmy White
- Joe Johnson
- Stephen Hendry
- John Parrott
- Cliff Thorburn
- Dennis Taylor
- Tony Drago
- Tony Knowles
- Willie Thorne
- James Wattana
- Darren Morgan (nomination)
- Mohammed Abdelkader[6]
- Chen Gang (nomination)
- Dene O'Kane (nomination)

### Joueurs qualifiés
- Rhydian Richards
- Stuart Watson
- Joris Maas
- Leo Fernandez
- Au Chi-wai
- Igor Figueiredo

## Rencontres préliminaires
- Willie Thorne 0-3  Darren Morgan
- Tony Drago 3-2  Dene O'Kane
- James Wattana 3-0  Mohammed Abdelkader
- Tony Knowles 1-3  Chen Gang

## Tableau
|  | 8es de finale Au meilleur des 5 manches | 8es de finale Au meilleur des 5 manches | 8es de finale Au meilleur des 5 manches |                   |               | Quarts de finale Au meilleur des 5 manches | Quarts de finale Au meilleur des 5 manches | Quarts de finale Au meilleur des 5 manches |   |  | Demi-finales Au meilleur des 5 manches | Demi-finales Au meilleur des 5 manches | Demi-finales Au meilleur des 5 manches |   |  | Finale Au meilleur des 9 manches | Finale Au meilleur des 9 manches | Finale Au meilleur des 9 manches |
|  |                                         |                                         |                                         |                   |               |                                            |                                            |                                            |   |  |                                        |                                        |                                        |   |  |                                  |                                  |                                  |
|  | Drapeau de Jersey                       | Aaron Canavan                           | 3                                       |                   |               |                                            |                                            |                                            |   |  |                                        |                                        |                                        |   |  |                                  |                                  |                                  |
|  |                                         | Au Chi-wai                              | 1                                       |                   |               |                                            |                                            |                                            |   |  |                                        |                                        |                                        |   |  |                                  |                                  |                                  |
|  |                                         | Au Chi-wai                              | 1                                       | Drapeau de Jersey | Aaron Canavan | 1                                          |                                            |                                            |   |  |                                        |                                        |                                        |   |  |                                  |                                  |                                  |
|  |                                         |                                         |                                         | Drapeau de Jersey | Aaron Canavan | 1                                          |                                            |                                            |   |  |                                        |                                        |                                        |   |  |                                  |                                  |                                  |
|  |                                         |                                         | Leo Fernandez                           | 3                 |               |                                            |                                            |                                            |   |  |                                        |                                        |                                        |   |  |                                  |                                  |                                  |
|  |                                         | Leo Fernandez                           | Leo Fernandez                           | 3                 | 3             |                                            |                                            |                                            |   |  |                                        |                                        |                                        |   |  |                                  |                                  |                                  |
|  |                                         | Leo Fernandez                           |                                         |                   | 3             |                                            |                                            |                                            |   |  |                                        |                                        |                                        |   |  |                                  |                                  |                                  |
|  |                                         | Joris Maas                              | 0                                       |                   |               |                                            |                                            |                                            |   |  |                                        |                                        |                                        |   |  |                                  |                                  |                                  |
|  |                                         |                                         |                                         |                   |               |                                            |                                            | Leo Fernandez                              | 0 |  |                                        |                                        |                                        |   |  |                                  |                                  |                                  |
|  |                                         |                                         |                                         |                   |               |                                            |                                            |                                            | 0 |  |                                        |                                        |                                        |   |  |                                  |                                  |                                  |
|  |                                         |                                         | Darren Morgan                           | 3                 |               |                                            |                                            |                                            |   |  |                                        |                                        |                                        |   |  |                                  |                                  |                                  |
|  |                                         | John Parrott                            | Darren Morgan                           | 3                 | 2             |                                            |                                            |                                            |   |  |                                        |                                        |                                        |   |  |                                  |                                  |                                  |
|  |                                         | John Parrott                            |                                         |                   | 2             |                                            |                                            |                                            |   |  |                                        |                                        |                                        |   |  |                                  |                                  |                                  |
|  |                                         | Darren Morgan                           | 3                                       |                   |               |                                            |                                            |                                            |   |  |                                        |                                        |                                        |   |  |                                  |                                  |                                  |
|  |                                         | Darren Morgan                           | 3                                       |                   | Darren Morgan | 3                                          |                                            |                                            |   |  |                                        |                                        |                                        |   |  |                                  |                                  |                                  |
|  |                                         |                                         |                                         |                   | Darren Morgan | 3                                          |                                            |                                            |   |  |                                        |                                        |                                        |   |  |                                  |                                  |                                  |
|  |                                         |                                         | Stephen Hendry                          | 1                 |               |                                            |                                            |                                            |   |  |                                        |                                        |                                        |   |  |                                  |                                  |                                  |
|  |                                         | Stephen Hendry                          | Stephen Hendry                          | 1                 | 3             |                                            |                                            |                                            |   |  |                                        |                                        |                                        |   |  |                                  |                                  |                                  |
|  |                                         | Stephen Hendry                          |                                         |                   | 3             |                                            |                                            |                                            |   |  |                                        |                                        |                                        |   |  |                                  |                                  |                                  |
|  |                                         | Tony Drago                              | 2                                       |                   |               |                                            |                                            |                                            |   |  |                                        |                                        |                                        |   |  |                                  |                                  |                                  |
|  |                                         |                                         |                                         |                   |               |                                            |                                            |                                            |   |  |                                        |                                        | Darren Morgan                          | 3 |  |                                  |                                  |                                  |
|  |                                         |                                         |                                         |                   |               |                                            |                                            |                                            |   |  |                                        |                                        |                                        | 3 |  |                                  |                                  |                                  |
|  |                                         |                                         | Jimmy White                             | 5                 |               |                                            |                                            |                                            |   |  |                                        |                                        |                                        |   |  |                                  |                                  |                                  |
|  |                                         | Joe Johnson                             | Jimmy White                             | 5                 | 0             |                                            |                                            |                                            |   |  |                                        |                                        |                                        |   |  |                                  |                                  |                                  |
|  |                                         | Joe Johnson                             |                                         |                   | 0             |                                            |                                            |                                            |   |  |                                        |                                        |                                        |   |  |                                  |                                  |                                  |
|  |                                         | James Wattana                           | 3                                       |                   |               |                                            |                                            |                                            |   |  |                                        |                                        |                                        |   |  |                                  |                                  |                                  |
|  |                                         | James Wattana                           | 3                                       |                   | James Wattana | 3                                          |                                            |                                            |   |  |                                        |                                        |                                        |   |  |                                  |                                  |                                  |
|  |                                         |                                         |                                         |                   | James Wattana | 3                                          |                                            |                                            |   |  |                                        |                                        |                                        |   |  |                                  |                                  |                                  |
|  |                                         |                                         | Chen Gang                               | 1                 |               |                                            |                                            |                                            |   |  |                                        |                                        |                                        |   |  |                                  |                                  |                                  |
|  |                                         | Cliff Thorburn                          | Chen Gang                               | 1                 | 1             |                                            |                                            |                                            |   |  |                                        |                                        |                                        |   |  |                                  |                                  |                                  |
|  |                                         | Cliff Thorburn                          |                                         |                   | 1             |                                            |                                            |                                            |   |  |                                        |                                        |                                        |   |  |                                  |                                  |                                  |
|  |                                         | Chen Gang                               | 3                                       |                   |               |                                            |                                            |                                            |   |  |                                        |                                        |                                        |   |  |                                  |                                  |                                  |
|  |                                         |                                         |                                         |                   |               |                                            |                                            | James Wattana                              | 1 |  |                                        |                                        |                                        |   |  |                                  |                                  |                                  |
|  |                                         |                                         |                                         |                   |               |                                            |                                            |                                            | 1 |  |                                        |                                        |                                        |   |  |                                  |                                  |                                  |
|  |                                         |                                         | Jimmy White                             | 3                 |               |                                            |                                            |                                            |   |  |                                        |                                        |                                        |   |  |                                  |                                  |                                  |
|  |                                         | Dennis Taylor                           | Jimmy White                             | 3                 | 0             |                                            |                                            |                                            |   |  |                                        |                                        |                                        |   |  |                                  |                                  |                                  |
|  |                                         | Dennis Taylor                           |                                         |                   | 0             |                                            |                                            |                                            |   |  |                                        |                                        |                                        |   |  |                                  |                                  |                                  |
|  |                                         | Stuart Watson                           | 3                                       |                   |               |                                            |                                            |                                            |   |  |                                        |                                        |                                        |   |  |                                  |                                  |                                  |
|  |                                         | Stuart Watson                           | 3                                       |                   | Stuart Waston | 2                                          |                                            |                                            |   |  |                                        |                                        |                                        |   |  |                                  |                                  |                                  |
|  |                                         |                                         |                                         |                   | Stuart Waston | 2                                          |                                            |                                            |   |  |                                        |                                        |                                        |   |  |                                  |                                  |                                  |
|  |                                         |                                         | Jimmy White                             | 3                 |               |                                            |                                            |                                            |   |  |                                        |                                        |                                        |   |  |                                  |                                  |                                  |
|  |                                         | Jimmy White                             | Jimmy White                             | 3                 | 3             |                                            |                                            |                                            |   |  |                                        |                                        |                                        |   |  |                                  |                                  |                                  |
|  |                                         | Jimmy White                             |                                         |                   | 3             |                                            |                                            |                                            |   |  |                                        |                                        |                                        |   |  |                                  |                                  |                                  |
|  |                                         | Rhydian Richards                        | 1                                       |                   |               |                                            |                                            |                                            |   |  |                                        |                                        |                                        |   |  |                                  |                                  |                                  |

## Finale
| Finale au meilleur des 9 manches Arbitre : Michaela Tabb  |                          |                        |
| Darren Morgan Pays de Galles                              | 3 - 5 ( - )              | Jimmy White Angleterre |
| 0 55                                                      | Centuries Meilleur break | 0 86                   |
| Jimmy White remporte le championnat du monde seniors 2019 |                          |                        |

## Qualifications

### Tournoi de novembre 2018 (Newbury)
Ces rencontres se sont tenues du 2 novembre 2018 au 4 novembre 2018 au Crucible Sports Club à Newbury. Les matchs ont été disputés au meilleur des cinq manches. Les joueurs se sont affrontés pour obtenir une place qualificative pour le tableau final. Rhydian Richards s'est qualifié.

#### Quarts de finale
- Jonathan Bagley 1-3  Gary Britton
- Barry Pinches 3-1  Leo Fernandez
- Matt Ford 2-3  Rhydian Richards
- Garoid O’Connor 1-3  Patrick Wallace

#### Demi-finales
- Gary Britton 3-1  Barry Pinches
- Rhydian Richards 3-1  Patrick Wallace

#### Finale
- Gary Britton 2-3  Rhydian Richards

### Tournoi de novembre 2018 (St Hélier)
Ces rencontres se sont tenues du 16 novembre 2018 au 18 novembre 2018 au First Tower Billiards & Snooker Club à Saint-Hélier. Les matchs ont été disputés au meilleur des cinq manches. Les joueurs se sont affrontés pour obtenir une place qualificative pour le tableau final. Stuart Watson s'est qualifié.

#### Quarts de finale
- Jonathan Bagley 2-3  Stuart Watson
- Gary Filtness 3-2  Barry Pinches
- Patrick Wallace 3-1  Lee Richardson
- Aaron Canavan 3-1  Aidan Owens

#### Demi-finales
- Stuart Watson 3-0  Gary Filtness
- Patrick Wallace 3-0  Aaron Canavan

#### Finale
- Stuart Watson 3-0  Patrick Wallace

### Tournoi de décembre 2018 (Toronto)
Ces rencontres se sont tenues du 7 décembre 2018 au 9 décembre 2018 au Corner Bank Sports Bar & Grill à Toronto au Canada. Les matchs ont été disputés au meilleur des cinq manches. Les joueurs se sont affrontés pour obtenir une place qualificative pour le tableau final. Joris Maas s'est qualifié.

#### Quarts de finale
- Levi Meiller 0-3  Fern Loyer
- Joris Maas 3-1  John White
- Richard Emery 2-3  Alan Whitfield
- Derrick Claus 3-1  Phil Snache

#### Demi-finales
- Fern Loyer 1-3  Joris Maas
- Alan Whitfield 3-0  Derrick Claus

#### Finale
- Joris Maas 3-2  Alan Whitfield

### Tournoi de décembre 2018 (Coulsdon)
Ces rencontres se sont tenues du 14 décembre 2018 au 16 décembre 2018 au Frames Sports Bar à Coulsdon. Les matchs ont été disputés au meilleur des cinq manches. Les joueurs se sont affrontés pour obtenir une place qualificative pour le tableau final. Leo Fernandez s'est qualifié.

#### Quarts de finale
- Tony Drago 3-2  Gary Britton
- Leo Fernandez 3-2  James O'Sullivan
- Robert Marshall 3-1  Simon Dent
- Brian Cox 1-3  Barry Pinches

#### Demi-finales
- Tony Drago 2-3  Leo Fernandez
- Robert Marshall 1-3  Barry Pinches

#### Finale
- Leo Fernandez 3-1  Barry Pinches

### Tournoi de janvier 2019 (Pékin)
Ces rencontres se sont tenues du 12 janvier 2019 au 14 janvier 2019 au CBSA World Snooker Academy à Pékin en Chine. Les matchs ont été disputés au meilleur des cinq manches. Les joueurs se sont affrontés pour obtenir une place qualificative pour le tableau final. Au Chi-wai s'est qualifié.

#### Quarts de finale
- Chen Gang 3-0  Xu Xijian
- Zhou Changfu 1-3  Fu Jing
- Au Chi-wai 3-0  Zhao Jijun
- Cai Jianzhong 3-1  Zhang Dongtao

#### Demi-finales
- Chen Gang 3-0  Fu Jing
- Au Chi-wai 3-0  Cai Jianzhong

#### Finale
- Chen Gang 0-3  Au Chi-wai

### Tournoi de janvier 2019 (Houston)
Ces rencontres se sont tenues du 12 janvier 2019 au 27 janvier 2019 au Q Ball Snooker and Pool à Houston aux États Unis. Les matchs ont été disputés au meilleur des cinq manches. Les joueurs se sont affrontés pour obtenir une place qualificative pour le tableau final. Igor Figueiredo s'est qualifié, en réalisant notamment un break de 146 points en 8es de finale.

#### Quarts de finale
- Lee Richardson 3-0  Majid Randhawa
- Levi Meiller 2-3  Daren Taylor
- Richard Emery 3-0  Mark White
- Charlie Brown 1-3  Igor Figueiredo

#### Demi-finales
- Lee Richardson 2-3  Daren Taylor
- Richard Emery 0-3  Igor Figueiredo

#### Finale
- Daren Taylor 0-3  Igor Figueiredo

## Centuries

### Dans le tableau principal
- 113  James Wattana

### Pendant les qualifications
- 146, 101  Igor Figueiredo
- 135, 125, 114, 104  Barry Pinches
- 125, 104  Patrick Wallace
- 117, 114  Michael Judge
- 105  Jonathan Bagley
- 105  Rhydian Richards
- 104  Aidan Owens
- 103  Ed Galati
- 102  John White
- 101  Xu Wei
- 101  Li Chun